# Franz Muncker
Franz Muncker (né le 4 décembre 1855 à Bayreuth et mort le 7 septembre 1926 à Munich) est un historien littéraire allemand.

## Biographie
Après des études secondaires, le fils du maire de Bayreuth, Theodor von Muncker (de), étudie le vieil allemand et les anciennes langues romanes avec Konrad Hofmann (de) et les langues et littératures modernes avec Michael Bernays (de) à l'université Louis-et-Maximilien de Munich à partir de 1873. En 1876, il remporte un prix offert par la faculté de philosophie pour un écrit sur la relation de Gotthold Ephraim Lessing avec Klopstock. Il obtient son doctorat en 1878 avec une caractérisation de Klopstock, et son habilitation a suivi l'année suivante avec une étude sur deux écrits allemands mineurs d'Aventin. À partir de 1879, il enseigne comme maître de conférences, à partir de 1890 comme successeur de Bernays, d'abord comme professeur associé, et de 1896 jusqu'à sa retraite en 1926 comme professeur titulaire à l'Université de Munich.
En 1883, Muncker présente une réimpression des trois premiers chants de La Messiade de Klopstock, et en 1889, avec Jaro Pawel (de), une édition critique en deux volumes des odes du poète. Il écrit plusieurs articles pour l'Allgemeine Deutsche Biographie et quelques petits écrits sur Johann Kaspar Lavater (1883), Friedrich Rückert (1890) et Richard Wagner (1891), supervise la lecture des éditions d'œuvres d'Heinrich von Kleist, Wieland et Karl Leberecht Immermann et procure plusieurs volumes du Kürschners Deutscher Literatur-Kalender (de) de Joseph Kürschner. Pendant près de quarante ans (de 1886 à 1924), il travaille sur l'édition critique historique en vingt-trois volumes des écrits et des lettres de Lessing, la troisième édition révisée et augmentée de l'édition de travail éditée pour la première fois par Karl Lachmann entre 1838 et 1840. Le volume 22.2 de cette édition contient une bibliographie détaillée de Lessing rédigée par Muncker (Index des estampes des écrits de Lessing. 1747-1919 ).